# Sainte-Cécile-les-Vignes
Sainte-Cécile-les-Vignes ist eine südfranzösische Gemeinde mit 2639 Einwohnern (Stand 1. Januar 2022) im Département Vaucluse in der Region Provence-Alpes-Côte d’Azur. Sie gehört zum Kanton Bollène im Arrondissement Carpentras. Die Bewohner nennen sich die Céciliens oder Céciliennes.

## Geographie
Die angrenzenden Gemeinden sind
- Suze-la-Rousse und Tulette im Norden,
- Saint-Roman-de-Malegarde und Cairanne im Osten,
- Travaillan im Süden,
- Sérignan-du-Comtat im Südwesten,
- Lagarde-Paréol im Westen,
- Rochegude im Nordwesten.

## Bevölkerungsentwicklung
| Jahr      | 1962 | 1968 | 1975 | 1982 | 1990 | 1999 | 2008 | 2011 |
| --------- | ---- | ---- | ---- | ---- | ---- | ---- | ---- | ---- |
| Einwohner | 1642 | 1735 | 1644 | 1818 | 1927 | 2100 | 2241 | 2353 |

## Persönlichkeiten
- Marius André (1868–1927), Schriftsteller